# Équipe d'Italie de rugby à XV à la Coupe du monde 1995
L'équipe d'Italie a été éliminée en poule lors de la Coupe du monde de rugby 1995, après avoir perdu contre l'équipe des Samoa, puis contre l'équipe d'Angleterre dans un match accroché. En plus, elle s'est imposée contre l'équipe d'Argentine, elle termine à la troisième place de cette poule.

## Résultats de l'équipe d'Italie
- 27 mai : Samoa 42-18 Italie

- 31 mai : Angleterre 27-20 Italie

- 4 juin : Italie 31-25 Argentine

### Poule B
|            | MJ | V | N | D | PP | PC | Pts |
| ---------- | -- | - | - | - | -- | -- | --- |
| Angleterre | 3  | 3 | 0 | 0 | 95 | 60 | 9   |
| Samoa      | 3  | 2 | 0 | 1 | 96 | 88 | 7   |
| Italie     | 3  | 1 | 0 | 2 | 69 | 94 | 5   |
| Argentine  | 3  | 0 | 0 | 3 | 69 | 85 | 3   |

## Composition de l'équipe d'Italie troisième de poule
Les joueurs ci-après ont joué pendant cette coupe du monde 1995. Les noms en gras désignent les joueurs qui ont été titularisés le plus souvent.

### Première ligne
- Massimo Cuttitta (3 matchs, 3 comme titulaire) (capitaine)
- Carlo Orlandi (3 matchs, 3 comme titulaire)
- Franco Properzi-Curti (3 matchs, 3 comme titulaire)

### Deuxième ligne
- Roberto Favaro (1 match, 1 comme titulaire)
- Mark Giacheri (2 matchs, 2 comme titulaire)
- Pierpaolo Pedroni (3 matchs, 3 comme titulaire)

### Troisième ligne
- Orazio Arancio (3 matchs, 3 comme titulaire)
- Carlo Checchinato (1 match, 1 comme titulaire)
- Julian Michael Gardner (3 matchs, 3 comme titulaire)
- Andrea Sgorlon (2 matchs, 2 comme titulaire)

### Demi de mêlée
- Alessandro Troncon (3 matchs, 3 comme titulaire)

### Demi d’ouverture
- Diego Dominguez (3 matchs, 3 comme titulaire)

### Trois quart centre
- Massimo Bonomi (1 match, 1 comme titulaire)
- Stefano Bordon (2 matchs, 2 comme titulaire)
- Ivan Francescato (3 matchs, 3 comme titulaire)

### Trois quart aile
- Marcello Cuttitta (1 match, 1 comme titulaire)
- Mario Gerosa (2 matchs, 2 comme titulaire)
- Paolo Vaccari (3 matchs, 3 comme titulaire)

### Arrière
- Massimo Ravazzolo (1 match, 1 comme titulaire)
- Luigi Troiani (2 matchs, 2 comme titulaire)

### Meilleurs marqueurs d'essais italiens
- Marcello Cuttitta 3 essais

### Meilleur réalisateur italien
1. Diego Dominguez 39 points